# Chenereilles (Alto Loira)
 Chenereilles  es una población y comuna francesa, situada en la región de Auvernia, departamento de Alto Loira, en el distrito de Yssingeaux y cantón de Tence.

## Demografía
| 364 | 298 | 231 | 220 | 217 | 242 |
| Para los censos de 1962 a 1999 la población legal corresponde a la población sin duplicidades (Fuente: INSEE [Consultar]) |     |     |     |     |     |